# Aeolosia
Aeolosia is een geslacht van vlinders van de familie spinneruilen (Erebidae), uit de onderfamilie Arctiinae.

## Soorten
- A. aroa Bethune-Baker, 1904
- A. atropunctata Pagenstecher, 1895
- A. multipunctata Hampson, 1900